# تاريخ الهجرة إلى كندا
يعود تاريخ الهجرة إلى كندا إلى آلاف السنوات في الماضي. ويستمر جدل علماء علم الإنسان حول العديد من نماذج الهجرة إلى ما يطلق عليه اسم كندا في الوقت المعاصر، بالإضافة إلى سكانها في فترة ما قبل حدوث التواصل. ويعتقد أن الإنويت قد وصلوا بشكل منفصل تمامًا عن الشعوب الأصلية الأخرى في حوالي عام 1200 م. وقد ساهمت الشعوب الأصلية بشدة في ثقافة واقتصاد المستعمرات الأوروبية المبكرة، وبالتالي، فقد لعبت دورًا هامًا في دعم الهوية الثقافية الكندية الفريدة.
وقد صنفت وكالة الإحصاء الكندية تأثير الهجرة على نمو السكان في كندا من 1851 وحتى 2001. وفي المتوسط، يتم تسجيل التعداد كل 10 سنوات، ولذلك فقد تزايدت تعدادات السكان الكندية في البداية بين عام 1871 وعام 1901. وبداية من عام 1901، غيرت حكومة الدومينيون سياساتها بحيث يتم تسجيل تعداد السكان كل 5 سنوات بعد ذلك. وكان الهدف من ذلك توثيق تأثيرات حملة الدعاية والإعلان التي أطلقها كليفورد سيفتون.
وفي عام 2006، وصل إلى كندا 236.756 مهاجرًا. وقد كانت أعلى عشر دول وصل منها مهاجرين، حسب دولة المنشأ، هي جمهورية الصين الشعبية (28.896)، والهند (28.520)، والفلبين (19.718)، وباكستان (9.808)، والولايات المتحدة (8.750)، والمملكة المتحدة (7.324)، وإيران (7.195)، وكوريا الجنوبية (5.909)، وكولومبيا (5.382)، وسريلانكا (4.068). وتبع أعلى عشر دول وصل منها المهاجرون فرنسا (4.026)، والمغرب (4.025)، حيث كانتا قريبتين للغاية من تلك الدول، في حين ساهمت كل من رومانيا، وروسيا، والجزائر بما يزيد على 3.500 مهاجر.

## تاريخ قانون الهجرة

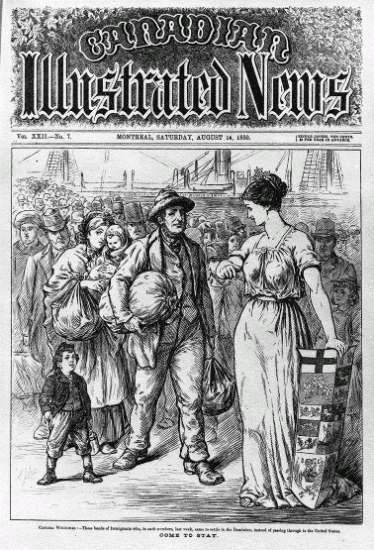
Come to Stay (تعال إلى كندا للبقاء بها)، تلك العبارة التي كانت تطبع في عام 1880 في الأخبار الكندية المصورة، تشير إلى الهجرة إلى "الدومينيون". واليوم، هناك جدال حول المهاجرين الذين لا يبقون في كندا، ولكنهم يغادرونها بعد الحصول على المواطنة بشكل فوري. حيث يطلق عليهم الكنديون في الوقت المناسب.

وفي عام 1828، أثناء الهجرة العظمى إلى كندا، قامت بريطانيا بتمرير أول إقرار تشريعي بأنها كانت مسئولة عن سلامة ورفاهية المهاجرين الذين يغادرون الجزر البريطانية. وقد أطلق عليه اسم قانون تنظيم نقل الركاب في السفن التجارية. وقد وضع القانون حدًا لعدد الركاب الذين يمكن نقلهم على متن سفينة، كما نظم المساحة المخصصة لكل منهم، كما فرض أن يتم توفير وسائل الإعاشة الكافية للركاب أثناء الرحلة. وينظر الآن إلى قانون عام 1828 على أنه كان أساس تشريع الهجرة الاستعمارية البريطانية.
وقد تم عمل المواطنة الكندية في الأساس بموجب قانون الهجرة، لعام 1910، لتحديد المواطنين البريطانيين الذين يقيمون في كندا. أما المواطنين البريطانيين الآخرين فكان يتوجب عليهم الحصول على إذن من أجل الهبوط في كندا. وقد تم عمل حالة منفصلة «للمواطنين الكنديين» بموجب قانون المواطنين الكنديين، لعام 1921، وقد تم تعريف المواطنين الكنديين على أنهم المذكورون أعلاه، وزوجاتهم، وأي أطفال (ينجبهم هؤلاء المواطنون) الذين لم يصلوا إلى كندا بعد. وبعد تمرير تشريع وستمنستر في عام 1931، توقفت الملكية عن أن تكون مؤسسة بريطانية بشكل حصري. وبسبب ذلك، أطلق على الكنديين، وغيرهم ممن يعيشون في الدول التي أطلق عليها اسم نطاقات الكومنولث، اسم المواطنين التابعين للتاج الملكي. ومع ذلك، في الوثائق القانونية، استمر استخدام المصطلح «مواطن بريطاني».
وقد كانت كندا هي الدولة الثانية فيما كان يطلق عليه حينها اسم الكومنولث البريطاني تقوم بتأسيس قانون الجنسية الخاص بها في عام 1946، من خلال سن قانون المواطنة الكندية لعام 1946. وقد سرى هذا القانون من الأول من يناير، 1947. وللحصول على الجنسية الكندية من الأول من يناير 1947، كان يجب على الشخص بصفة عامة أن يكون مواطنًا بريطانيًا في هذا التاريخ، أو أن يكون هنديًا أو من الإسكيمو، أو أن يكون قد وصل إلى كندا كمهاجر قبل هذا التاريخ. وتشير هذه العبارة، مواطن بريطاني، بصفة عامة، إلى أي شخص من المملكة المتحدة، أو مستعمراتها في تلك الفترة، أو أي دولة من دول الكومنولث. وقد كان يتم تحديد امتلاك وفقد حالة المواطنة البرطانية قبل عام 1947 من خلال قانون المملكة المتحدة (انظر تاريخ قانون المواطنة البريطاني).

## كتابات أخرى
- Kelley، Ninette (2010)، The Making of the Mosaic: A History of Canadian Immigration Policy (ط. 2nd)، University of Toronto Press، ISBN:978-0-8020-9536-7، مؤرشف من الأصل في 2018-12-26 {{استشهاد}}: الوسيط غير المعروف |coauthor= تم تجاهله يقترح استخدام |author= (مساعدة)
- DeRocco, John F. Chabot. (2008) From Sea to Sea to Sea: A Newcomer's Guide to Canada Full Blast Productions, ISBN 978-0-9784738-4-6
- Driedger، Leo (1999)، Immigrant Canada: demographic, economic, and social challenges، University of Toronto Press، ISBN:0-8020-4276-7، مؤرشف من الأصل في 2020-01-24 {{استشهاد}}: الوسيط غير المعروف |coauthor= تم تجاهله يقترح استخدام |author= (مساعدة)
- Moens، Alexander (2008)، Immigration policy and the terrorist threat in Canada and the United States، Fraser Institute، ISBN:978-0-88975-235-1، مؤرشف من الأصل في 2020-01-24 {{استشهاد}}: الوسيط غير المعروف |coauthor= تم تجاهله يقترح استخدام |author= (مساعدة)
- Powell، John (2005)، Encyclopedia of North American immigration، Facts On File، ISBN:0-8160-4658-1، مؤرشف من الأصل في 2020-01-24
- Walker، Barrington (2008)، The History of Immigration and Racism in Canada: Essential Readings، Canadian Scholars' Press، ISBN:978-1-55130-340-6، مؤرشف من الأصل في 2020-01-24

## وصلات خارجية
- إحصائيات تاريخية حول الهجرة - إحصائيات كندا (مؤرشفة)
- موقع كندا لتعدد الثقافات